# Rhapsody (Schiff)
Die Rhapsody ist ein Fährschiff der italienischen Reederei Grandi Navi Veloci. Sie entstand unter dem Namen Napoléon Bonaparte bei Chantiers de l’Atlantique in Saint-Nazaire, Frankreich, und wurde im April 1996 in Dienst gestellt.

## Geschichte
Die Fähre wurde für die französische Reederei Société nationale maritime Corse Méditerranée (SNCM) von der französischen Werft als Napoléon Bonaparte gebaut. Sie wurde auf der Strecke zwischen Marseille und Bastia bzw. Ajaccio auf Korsika in Dienst gestellt.

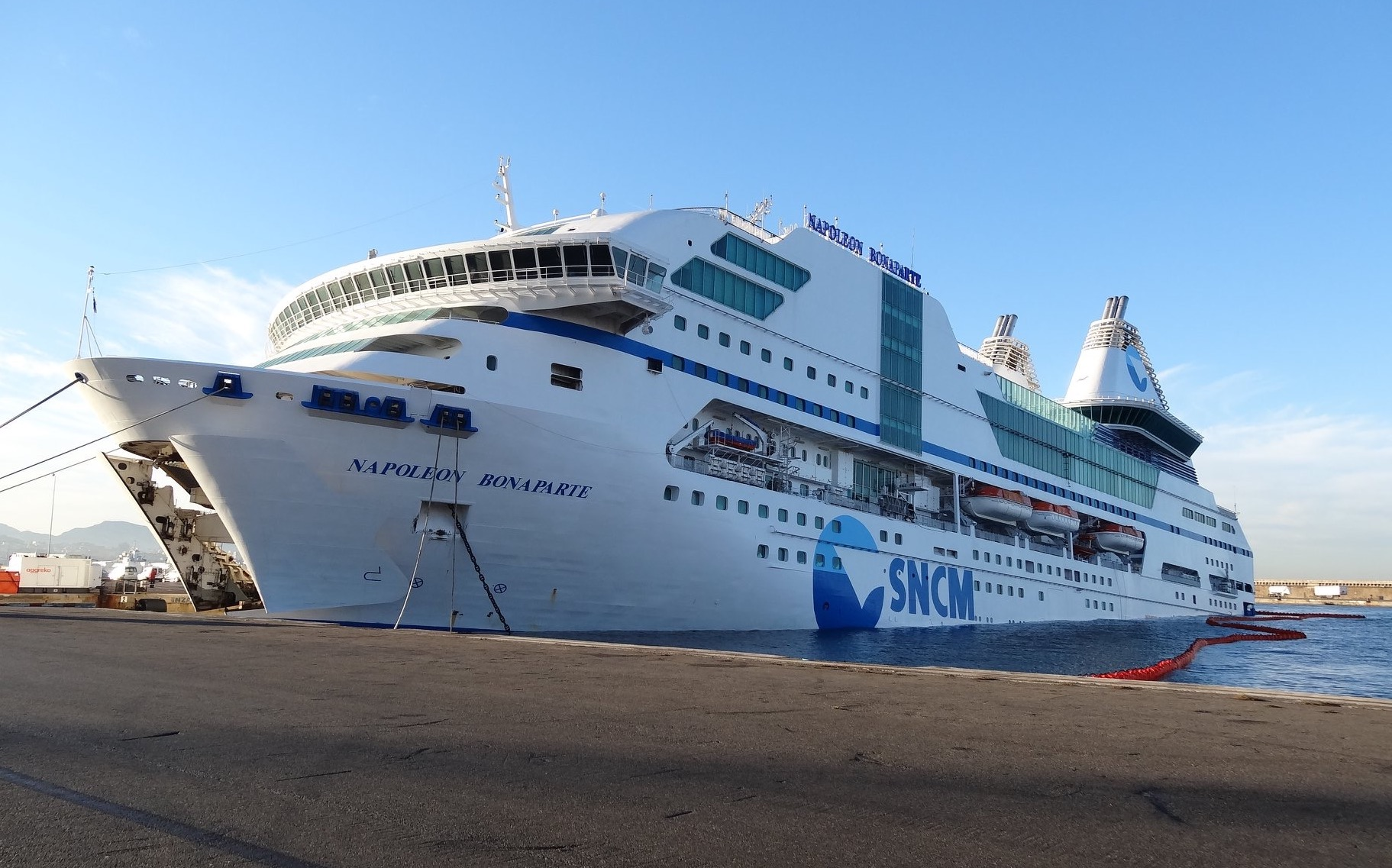
Das leckgeschlagene Fährschiff „Napoléon Bonaparte“ im Hafen von Marseille.

In der Zeit als Flaggschiff der SNCM wurde die Napoléon Bonaparte während eines Sturms am 28. Oktober 2012 im Hafen von Marseille schwer beschädigt. Vor Anker hatte das Schiff im Hafen von Marseille darauf gewartet, für Überholungsarbeiten in ein Trockendock geschleppt zu werden. Durch das Reißen einiger Taue drückte der Wind das Schiff gegen die Kaimauer, woraufhin es Leck schlug und instabil zu werden drohte. Mit Hilfe von zwei Schleppern wurde versucht, den Druck des Schiffes gegen die Kaimauer zu entlasten und so den Schaden in Grenzen zu halten. Obwohl umgehend damit begonnen wurde, Wasser abzupumpen, hatte das Schiff zwischenzeitlich 10 Prozent Neigung und drohte im Hafenbecken zu sinken. Da sich zu diesem Zeitpunkt keine Passagiere an Bord befanden, wurde niemand verletzt. Nach einer langwierigen Reparatur im Trockendock wurde das Schiff im Februar 2014 schließlich in Rhapsody umbenannt. Für rund 7 Millionen Euro wurde das Fährschiff zunächst an die italienische Reederei SNAV verkauft und verließ den Hafen von Marseille am 8. Mai 2014.
2014 wurde das Schiff an Grandi Navi Veloci verkauft und fährt seitdem von Genua nach Porto Torres bzw. von Civitavecchia nach Termini Imerese.

## Ausstattung
An Bord der Rhapsody gibt es für die Passagiere Kabinen in verschiedenen Klassen mit 2220 Betten. Das Schiff ist mit mehreren Restaurants und Bars ausgestattet. An Bord gibt es ein Shopping Center. Ebenfalls ist das Schiff mit einer Kinderspielecke und einer Spielhalle ausgestattet.